# Angelo Capodicasa
Angelo Capodicasa, né le 9 novembre 1949 à Joppolo Giancaxio, est un homme politique italien.
Ancien communiste, membre du PDS, il est président de la Région sicilienne de novembre 1998 à juillet 2000 puis vice-ministre des Infrastructures et des Transports du gouvernement Prodi II de 2006 à 2008.

## Biographie

### Premiers engagements
Angelo Capodicasa est diplômé de l'Université de Palerme en lettres et en philosophie.
Entré au Parti communiste italien à 13 ans, il est secrétaire pour la province d'Agrigente de la Fédération de la Jeunesse communiste puis du PCI.
Élu député régional durant quatre législatures (1986-2006), il dirige le groupe communiste à l'Assemblée régionale sicilienne jusqu'en 1991 puis est vice-président de l'Assemblée et membre de la commission du budget, tout en assumant le secrétariat régional de 1991 à 1995 du Parti démocrate de la gauche, né de la dissolution du PCI. Il est également conseiller de la province d'Agrigente.

### Président de la Région sicilienne
De 1998 à 2000, il est le premier président de la Région sicilienne issu de la gauche à pouvoir former un gouvernement.
A l'automne 1998, une partie des députés centristes, dont le conseiller à l'agriculture Totò Cuffaro et Bartolo Pellegrino, abandonnent l'alliance avec Forza Italia et l'Alliance nationale dans le gouvernement de Giuseppe Drago. Ils se rapprochent des forces de gauche et permettent l'élection d'Angelo Capodicasa.
Avec 8 assesseurs, dont les trois sortants Totò Cuffaro, Giuseppe Castiglione et Vincenzo Lo Giudice, les centristes sont majoritaires et à la tête d'importantes délégations dans le gouvernement qui compte également deux conseillers démocrates de gauche, le cofondateur de la Rete, Franco Piro, et le néocommuniste Salvatore Morinello. Capodicasa s'appuie également sur les conseils de son mentor, Michelangelo Russo, ancien président communiste de l'ARS.
Lors de son investiture, il évoque la gestion des fonds réservés à la présidence, pour laquelle ses prédécesseurs Drago et Provenzano sont condamnés, en mai 2009 par la Cour de cassation.
Président de la Région sicilienne de novembre 1998 à juillet 2000, il entame une rationalisation de l'administration régionale et des réformes économiques et institutionnelles, dont la liquidation des entreprises publiques siciliennes en faillite en décembre et le vote en février, par 59 voix sur 64 votants, le projet de loi réformant le statut régional en introduisant entre autres l'élection au suffrage universel et direct du président de la région, deux actions initiées par Provenzano.
Pour contrer les agitations politiques, Capodicasa forme le 10 novembre 1999 un second gouvernement, dont il exclut Giuseppe Castiglione, assesseur à l’Industrie depuis 1996 inquiété par la justice, et qui reçoit le soutien du PRC à condition de renoncer à l'amnistie judiciaire demandée par les centristes. L'ex communiste Federico Martino occupe l'assessorat de la Santé, le CDU Giovanni Manzullo prend l'Industrie.
En juin 2000, l'Udeur, Renouveau italien et CCD retirent leur soutien poussant Capodicasa à la démission, au profit du chef centriste Vincenzo Leanza, président pour la seconde fois à la tête d'une junte de centre-droit. A l'ARS, il est vice-président de la commission sur le statut et les réformes institutionnelles entre décembre 2001 et juin 2006.

### Après la présidence
Le 31 janvier 2005, il est devenu secrétaire régional des Démocrates de gauche. Membre du courant Macaluso-Napolitano, se présentera aux élections générales de 2006 pour la circonscription de Sicile 1 et entre le 18 mai 2006 au deuxième gouvernement Prodi tant que sous-ministre des infrastructures et des transports. En décembre 2006, il laisse la direction régionale de la DS à Tonino Russo, en raison d'une incompatibilité avec le poste gouvernemental . Au 4e Congrès national des Démocrates de gauche, il soutient la motion de Piero Fassino qui vise à créer le Parti démocrate.
A la primaire du PD du 14 octobre 2007, il se présente au collège d'Agrigente en soutien à Walter Veltroni, qui l'emporte, et est élu à l'assemblée constituante.
Lors des élections générales de 2008, il est réélu à la Chambre des députés sur la liste du Parti démocrate dans la circonscription Sicile 1.
Candidat à la primaire du PD, dans la province d'Agrigente en décembre 2012, il obtient 3014 préférences et est confirmé par la direction nationale en troisième position à la Chambre des députés du district de Sicile 1 pour les élections de 2013 . Mais, impliqué par le repenti de Cosa Norstra Maurizio Di Gati, il doit soumettre sa candidature à l'examen de la commission nationale de garantie du Parti démocrate, présidée par Luigi Berlinguer, commission qui ne relève aucune preuve de collusion mafieuse. Il est réélu à la Chambre.
Capodicasa quitte le Parti démocrate en février 2017 pour rejoindre le Mouvement démocratique et progressiste et ne se représente pas à la députation.
Victime d'une hémorragie cérébrale le 25 mai 2019, il est soigné à l'hôpital Sant'Elia de Caltanissetta jusqu'au 10 août suivant.

## Ouvrage
- Governare la Sicilia. Seicento giorni da presidente della Regione.(Intervista di Lorenzo Rosso). Editori Riuniti, 2001.  (ISBN 88-359-5042-2)